# Jan Obenberger
Jan Obenberger (15. května 1892, Praha, Rakousko-Uhersko – 30. dubna 1964, Praha, Československá socialistická republika) byl český entomolog, muzejní pracovník, profesor entomologie na Karlově univerzitě v Praze, člen korespondent ČSAV (1955). Zabýval se zejména studiem brouků, převážně z čeledi Buprestidae. Je autorem celé řady populárně-naučných i vědeckých knih, převážně s entomologickou tematikou.

## Biografie
Narodil se v Praze jako syn ředitele Hospodářského úřadu hlavního města Prahy Jana Obenbergera (* 1861) a jeho ženy Růženy, rozené Maškové (* 1866). Byl třetím ze čtyř dětí. Po ukončení základního vzdělání pokračoval ve studiu na státním gymnáziu v Praze na Žižkově. Zde v roce 1911 odešel studovat přírodní vědy na filozofickou fakultu Karlovy univerzity. Na počátku první světové války v roce 1914 byl povolán do armády, kde bojoval na Karpatské frontě, zde byl raněn a vrátil se zpět do Prahy. V roce 1917 dokončil vysokoškolské studium. Dne 1. ledna 1920 nastoupil jako adjunkt do zoologického oddělení Národního muzea v Praze.
V roce 1931 byl Jan Obenberger jmenován přednostou zoologických sbírek Národního muzea v Praze.
Od roku 1910[zdroj?] byl členem České společnosti entomologické, později byl i jejím předsedou. Entomologii a obecně zoologii propagoval už od studentských let častými veřejnými přednáškami a popularizačními články v tisku. V roce 1930 zorganizoval a uskutečnil zoologickou výpravu do jihozápadní oblasti Středozemního moře, kterou obohatil sbírky Národního muzea.

### Rodinný život
V březnu 1921 se oženil s Aničkou Broftovou.

## Ocenění
Jan Obenberger byl od roku 1955 členem korespondentem Československé akademie věd, v roce byl 1962 vyznamenán Řádem práce.